# Pachyurus calhamazon
Pachyurus calhamazon és una espècie de peix de la família dels esciènids i de l'ordre dels perciformes.

## Morfologia
- Els mascles poden assolir 8,1 cm de longitud total.[4][5]

## Hàbitat
És un peix d'aigua dolça, de clima tropical i pelàgic.

## Distribució geogràfica
Es troba a Sud-amèrica: riu Branco al Brasil.

## Observacions
És inofensiu per als humans.